# Sostituzione ordinaria
La sostituzione ordinaria, anche detta volgare, ricorre quando il testatore ha già istituito un soggetto come erede o legatario, ma designa contestualmente un altro soggetto quale ulteriore destinatario della disposizione per il caso in cui il primo istituito non possa o non voglia partecipare alla successione. 
L'istituto rafforza il potere dispositivo del testatore, consentendogli di evitare che si dia luogo a successione necessaria nei casi ora descritti. 
La disposizione sostitutiva può essere contenuta nella stessa scheda che contiene l'istituzione primaria o in un'altra successiva: in ogni caso, il meccanismo della sostituzione non ha natura condizionale e quindi la non partecipazione alla successione del primo chiamato non è condizione sospensiva della partecipazione del secondo istituito. Infatti, la condizione è un evento futuro ed incerto rispetto al momento della creazione del negozio che l'accoglie: nella sostituzione, invece, il non venire alla successione del primo chiamato è evento futuro ed incerto riguardo al tempo della redazione del testamento, ma 'non rispetto al momento della morte del testatore, frangente, cioè, in cui l'atto acquista rilevanza negoziale esterna. 
Conseguentemente, per la sostituzione non si realizza la situazione di incertezza che è tipica della condizione, perciò non nasce nemmeno una posizione di aspettativa legittima.

## Casi possibili
Riguardo al profilo pratico della sostituzione ordinaria, possono verificarsi tre casi:
a) l'istituito primario risulta, al tempo della morte e quindi dell'apertura della successione, premorto al testatore, indegno o assente. In questi casi il sostituto sarà destinatario di una vocazione pura e semplice;
b) l'istituito primario, al tempo dell'apertura della successione, è nella condizione giuridica di poter ricevere: la disposizione avrà immediata efficacia verso di lui e non produrrà effetto verso il sostituto (che, infatti, non è in posizione di aspettativa);
c) l'istituto primario non partecipa alla successione: la vocazione scivola verso il sostituto e avrà verso di lui efficacia diretta (e non condizionale).

## Tipi di sostituzione
Ferma l'unitarietà dogmatica dell'istituto, la sostituzione può configurarsi variamente a seconda di come viene ad essere formulata dal testatore.
Può essere semplice (quando il testatore indica solo un soggetto come sostituto) o plurima (quando sono indicate più persone come sostituti del designato primario: tra costoro, salvo diversa volontà del testatore, il lascito sarà diviso in parti uguali).
La sostituzione può essere unilaterale ( se il sostituto è chiamato solo nella sostituzione) o reciproca (quando il testatore chiama in via primaria più soggetti, e dispone anche una sostituzione vicendevole tra di loro). 
La sostituzione è poi consecutiva quando il testatore indica più sostituti in sequela: la chiamata di ciascuno è subordinata al non accettare di quello che precede.
La sostituzione è generale se il testatore la dispone per l'intero lascito fatto al primo istituito; è parziale se viene stabilita per quote minori. Non sono ammesse, però, sostituzioni mutative o accrescitive, nelle quali il sostituto è chiamato con una disposizione che cambia o incrementa l'istituzione primaria: in questi casi, infatti, mancherebbe il dato oggettivo in ordine al quale si avrebbe la sostituzione.
La sostituzione è piena quando viene disposta per il caso in cui il chiamato non possa o non voglia accettare; è limitata se disposta solo per uno dei due casi. Tuttavia, se il testatore ha disposto solo per uno dei due casi, deve presumersi che egli abbia voluto riferirsi anche a quello non espressamente considerato, salva diversa volontà inequivoca.

## Vicende della sostituzione
I presupposti della sostituzione ordinaria possono avere più cause: possono infatti dipendere dalla premorienza del primo chiamato al testatore o dalla loro commorienza, oppure da assenza, indegnità, incapacità del chiamato. La mancanza di volontà di accettare dell'istituito primario può invece dipendere da un suo rifiuto della vocazione o dalla perdita del diritto di accettare per prescrizione o decadenza.
La sostituzione esclude sia la rappresentazione che l'accrescimento.